# بادي بانكس
بادي بانكس هو عازف قيثارة جاز وعازف جاز كندي، ولد في 15 يناير 1927 في كندا، وتوفي في 7 أغسطس 2005.

## روابط خارجية
- بادي بانكس على موقع ميوزك برينز (الإنجليزية)
- بادي بانكس على موقع ميوزك برينز (الإنجليزية)
- بادي بانكس على موقع ديسكوغز (الإنجليزية)